# Giovanni Bona de Boliris

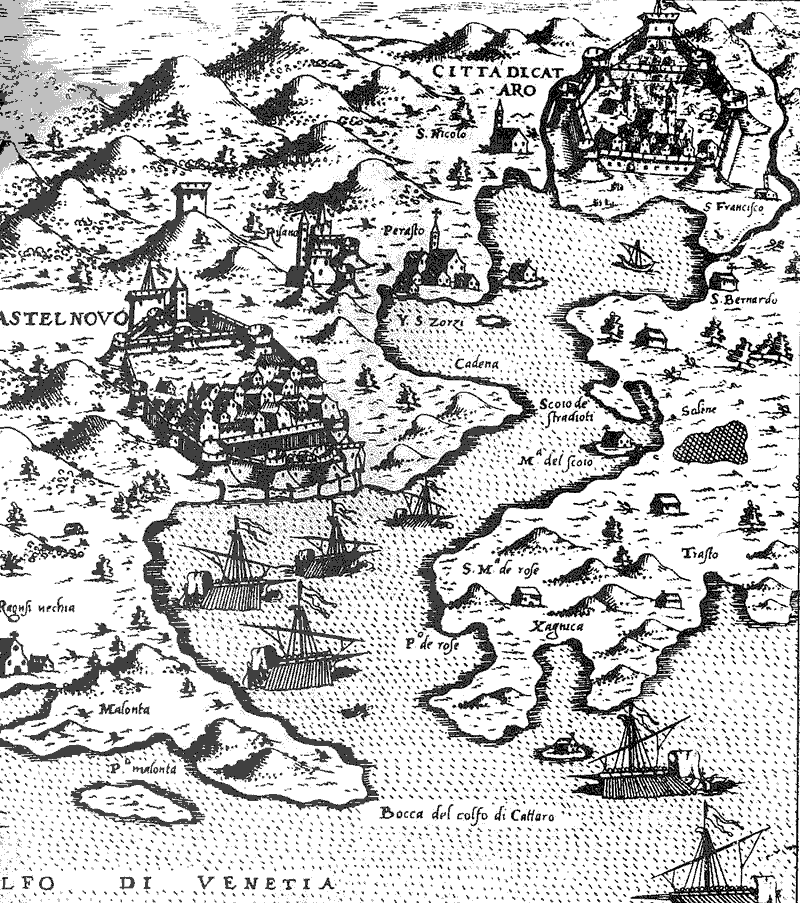
Antica mappa raffigurante le Bocche di Cattaro, nell'Albania veneta, descritte da Giovanni Bona de Boliris

Giovanni Bona de Boliris (Cattaro, 1520 – Cattaro, 1572) è stato un umanista, poeta e scrittore italiano, nato nell'allora Albania Veneta, che compose in italiano e latino, firmandosi "Giovanni Bona" o "Iohannes Bona" (in alcuni casi "Bonna").

## Biografia
Giovanni Bona de Boliris apparteneva ad una nobile famiglia di origine dalmata di Cattaro. Studiò da giovane all'università di Padova, ottenendo il titolo di avvocato.
A Lucca pubblicò una descrizione in latino della sua Cattaro rimasta famosa nel Rinascimento come opera descrittiva di una regione.
Frequentò molti circoli culturali dell'Italia letteraria del Cinquecento, specialmente quelli del Regno di Napoli. Nel 1551 fu invitato da Girolamo Ruscelli a comporre poemi in onore di Giovanna d'Aragona, duchessa di Paliano, moglie di Ascanio I Colonna.
Successivamente ritornò nella natìa Cattaro, dove morì a soli 52 anni.

## Opere
L'opera più famosa di Giovanni Bona fu il poema in latino Descriptio sinus et urbis Ascriviensis (Ioannem Bonam de Boliris, nobilem Catharensem), in cui descrisse con lodi la natìa Cattaro ed i dintorni. Il frate domenicano Serafino Razzi, che per due anni, dal 1587 al 1588, fu superiore del convento dei domenicani a Ragusa, in Dalmazia, pubblicò nel 1585 il poema come appendice alla sua Storia di Ragusa.
Bona de Boliris compose anche poemi in italiano. I più rinomati furono quelli scritti su ordinazione di Girolamo Ruscelli, per la corte di Napoli nel 1551, in onore di Giovanna d'Aragona, sposata con un membro dell'illustre famiglia Colonna. I suoi poemi furono pubblicati - assieme a quelli di altri autori - a Venezia nel 1554, con il titolo Il tempio della divina signora donna Giovanna d'Aragona, fabbricato da tutti i più gentili spiriti e in tutte le lingue principali del mondo.

## Nazionalità
Come molti letterati nati in Dalmazia sotto la Repubblica di Venezia, gli è stata rivendicata la nazionalità croata o montenegrina: pur firmandosi egli stesso Giovanni Bona, Giovanni Bona de Boliris ha avuto il nome cambiato in "Ivan Bolica" da critici croati (come Slobodan Prosperov Novak) ed in "Ivan Bunic" da critici montenegrini.
Infatti, dopo quasi quattro secoli dalla sua morte, Giovanni Bona Boliris (che ha scritto solo in italiano e latino) nel 1969 è stato inserito nelle antologie dei "latinisti croati" e nel 1979 in una antologia montenegrina.